# بنكسية صغيرة السداة
بنكسية صغيرة السداة (الاسم العلمي: Banksia micrantha) هي نوع نباتي يتبع جنس البنكسية من فصيلة البروطية.